# Passiflora karwinskii
Passiflora karwinskii Mast. – gatunek rośliny z rodziny męczennicowatych (Passifloraceae Juss. ex Kunth in Humb.). Występuje endemicznie w Meksyku. 

## Morfologia
PokrójZdrewniałe, trwałe, nagie liany.
Liście3- lub 5-klapowane. Mają 2,5–8 cm długości oraz 2–9 cm szerokości. Ząbkowane, z tępym lub ostrym wierzchołkiem. Ogonek liściowy jest owłosiony i ma długość 6–40 mm. Przylistki są lancetowate, mają 2–5 mm długości.
KwiatyPojedyncze lub zebrane w pary. Działki kielicha są lancetowate, białawe, mają 1,4–2,1 cm długości. Płatki są podłużnie lancetowate, białe, mają 0,9–1,4 cm długości. Przykoronek ułożony jest w jednym rzędzie, purpurowobrunatny, ma 8–14 mm długości.
OwoceSą jajowatego kształtu. Mają 34 cm długości i 18–26 cm średnicy.